# Robert Stanton
Robert Lloyd Stanton (San Antonio, 8 marzo 1963) è un attore statunitense.

## Filmografia parziale

### Cinema
- Labirinto mortale (The House on Carroll Street), regia di Peter Yates (1988)
- Ragazze vincenti (A League of Their Own), regia di Penny Marshall (1992)
- Bob Roberts, regia di Tim Robbins (1992)
- Dennis la minaccia (Dennis the Menace), regia di Nick Castle (1993)
- Striptease, regia di Andrew Bergman (1996)
- Washington Square - L'ereditiera (Washington Square), regia di Agnieszka Holland (1997)
- L'angolo rosso - Colpevole fino a prova contraria (Red Corner), regia di Jon Avnet (1997)
- Prossima fermata Wonderland (Next Stop Wonderland), regia di Brad Anderson (1998)
- Codice Mercury (Mercury Rising), regia di Harold Becker (1998)
- Happy Accidents, regia di Brad Anderson (2000)
- The Quiet American, regia di Phillip Noyce (2002)
- Head of State, regia di Chris Rock (2003)
- La donna perfetta (The Stepford Wives), regia di Frank Oz (2004)
- Prova a incastrarmi - Find Me Guilty (Find Me Guilty), regia di Sidney Lumet (2005)
- Gigantic, regia di Matt Aselton (2008)
- I Love Shopping (Confessions of a Shopaholic), regia di P. J. Hogan (2009)
- Arthur e la vendetta di Maltazard (Arthur et la vengeance de Maltazard), regia di Luc Besson (2009)
- True Story, regia di James Goold (2015)
- Jason Bourne, regia di Paul Greengrass (2016)

### Televisione
- Cosby indaga (The Cosby Mysteries) – serie TV, 14 episodi (1994-1995)
- Law & Order - I due volti della giustizia (Law & Order) – serie TV, 4 episodi (1991-2006)
- Mr. Mercedes – serie TV, 10 episodi (2017-2018)
- Pretty Little Liars: Original Sin – serie TV, 6 episodi (2022)

## Doppiatori italiani
Nelle versioni in italiano delle opere in cui ha recitato, Robert Stanton è stato doppiato da:
- Sergio Lucchetti in La donna perfetta, Pretty Little Liars: Original Sin
- Christian Iansante in I Love Shopping, Arthur e la vendetta di Maltazard
- Gaetano Varcasia in Law & Order - I due volti della giustizia
- Vittorio De Angelis in Dennis la minaccia
- Riccardo Rossi in Striptease
- Luigi Rosa in Law & Order: Criminal Intent (ep. 1x11)
- Roberto Certomà in Prova a incastrarmi - Find Me Guilty
- Luca Ghignone in Law & Order: Criminal Intent (ep. 9x16)
- Alberto Caneva in True Story
- Guido Di Naccio in Blue Bloods